# Сноубординг на зимових Олімпійських іграх 1998
Змагання зі сноубордингу на зимових Олімпійських іграх 1998 року тривали з 8 до 12 лютого. Розіграно 4 комплекти нагород: у хафпайпі та гігантському слаломі серед чоловіків і жінок. Це була перша поява змагань зі сноубордингу на Олімпійських іграх.
Всі змагання відбулись у Канбаясі та Сіґа Коґен. У них взяли участь 125 сноубордистів (69 чоловіків та 56 жінок) із 22 країн.
Першим в історії олімпійським чемпіоном зі сноубордингу став канадець Росс Ребальяті, який 8 лютого 1998 року переміг у гігантському слаломі. Після першої спроби Ребальяті посідав тільки 8-ме місце, а в підсумку лише на 0,02 с випередив чемпіона світу 1997 року в цій дисципліні італійця Томаса Пруггера. У жінок першою олімпійською чемпіонкою стала француженка Карін Рюбі, що 10 лютого виборола золото у гігантському слаломі .

## Чемпіони та призери

### Таблиця медалей
| Місце               | Країна              | Золото | Срібло | Бронза | Загалом |
| ------------------- | ------------------- | ------ | ------ | ------ | ------- |
| 1                   | Німеччина (GER)     | 1      | 1      | 0      | 2       |
| 2                   | Швейцарія (SUI)     | 1      | 0      | 1      | 2       |
| 3                   | Канада (CAN)        | 1      | 0      | 0      | 1       |
| 3                   | Франція (FRA)       | 1      | 0      | 0      | 1       |
| 5                   | Норвегія (NOR)      | 0      | 2      | 0      | 2       |
| 6                   | Італія (ITA)        | 0      | 1      | 0      | 1       |
| 7                   | США (USA)           | 0      | 0      | 2      | 2       |
| 8                   | Австрія (AUT)       | 0      | 0      | 1      | 1       |
| Загалом (8 збірних) | Загалом (8 збірних) | 4      | 4      | 4      | 12      |

### Чоловіки
| Дисципліна         | Золото                  | Золото  | Срібло                   | Срібло  | Бронза                       | Бронза  |
| ------------------ | ----------------------- | ------- | ------------------------ | ------- | ---------------------------- | ------- |
| Гігантський слалом | Росс Ребальяті · Канада | 2:03.96 | Томас Пруггер · Італія   | 2:03.98 | Уелі Кестенгольц · Швейцарія | 2:04.08 |
| Хафпайп            | Джан Сіммен · Швейцарія | 85.2    | Даніель Франк · Норвегія | 82.4    | Росс Пауерс · США            | 82.1    |

### Жінки
| Дисципліна         | Золото                  | Золото  | Срібло                         | Срібло  | Бронза                    | Бронза  |
| ------------------ | ----------------------- | ------- | ------------------------------ | ------- | ------------------------- | ------- |
| Гігантський слалом | Карін Рюбі · Франція    | 2:17.34 | Гайді Ренот · Німеччина        | 2:19.17 | Брігітте Кек · Австрія    | 2:19.42 |
| Хафпайп            | Нікола Тост · Німеччина | 74.6    | Стіне Брун К'єльдос · Норвегія | 74.2    | Шеннон Данн-Даунінґ · США | 72.8    |

## Країни-учасниці
У змаганнях зі сноубордингу на іграх у Нагано взяли участь спортсмени двадцяти двох країн.
- Аргентина (1)
- Австралія (1)
- Австрія (11)
- Болгарія (1)
- Канада (12)
- Данія (1)
- Іспанія (2)
- Фінляндія (5)
- Франція (13)
- Німеччина (8)
- Греція (3)
- Італія (9)
- Японія (7)
- Нідерланди (1)
- Нова Зеландія (1)
- Норвегія (7)
- Польща (3)
- Словенія (1)
- Словаччина (1)
- Швеція (10)
- Швейцарія (12)
- США (14)